# 李湘平
李湘平（1961年8月—），山东东明人，汉族，中华人民共和国政治人物、第十二届全国人民代表大会山东地区代表。

## 生平
毕业于山东干部函授大学财务会计专业。加入中国共产党，担任山东东明石化集团有限公司董事长及党委书记。2008年起担任全国人大代表。2013年，担任全国人大代表。2018年2月24日，当选为第十三届全国人大代表。